# Idiocerus fuscescens
Idiocerus fuscescens är en insektsart som beskrevs av Anufriev 1971. Idiocerus fuscescens ingår i släktet Idiocerus och familjen dvärgstritar. Inga underarter finns listade i Catalogue of Life.